# Klaus Maria Brandauer
Klaus Maria Brandauer (22 de junio de 1943) es un actor y director austríaco.

## Biografía
Brandauer nació en un pueblo de Estiria, Austria. Llegó a ser actor en 1962, trabajando en cine y teatro. Su debut fue en 1981, con la película Mephisto, del director húngaro István Szabó, ganadora del Óscar a Mejor Película extranjera en 1982. Con esta película saltó a la escena internacional. 
Actuó en Nunca digas nunca jamás (1983), de la saga de James Bond, donde trabajó con Sean Connery, interpretando al villano de la película Maximilian Largo, y alcanzó su cúspide de popularidad gracias a Memorias de África (1985), con la que fue nominado al Óscar y al BAFTA británico, y ganó un Globo de Oro. 
Volvió a rodar con István Szabó: Coronel Redl (1985) y Hanussen (1988). En 1986 protagonizó junto a Wesley Snipes el filme sobre boxeo Streets of Gold, interpretando a un exboxeador ruso exiliado que fue eliminado en su juventud por ser judío, y en 1988 Burning Secret junto a Faye Dunaway. En 1989 encarnó al político francés Danton en la ambiciosa producción para cine y televisión Historia de una revolución, dentro de un reparto cuajado de viejas estrellas: Peter Ustinov, Claudia Cardinale, Christopher Lee...
En 1990 participó en La casa Rusia de Fred Schepisi, con Sean Connery y Michelle Pfeiffer, en 1991 protagonizó la adaptación al cine de Colmillo Blanco y en fecha reciente ha participado en la película Tetro de Francis Ford Coppola. 
Estuvo casado con Karin Brandauer desde 1962 hasta la fecha de su muerte en 1992. Tiene un hijo. 
Ha actuado en 4 lenguas: alemán, húngaro, francés e inglés.
En 2020 protagonizó El médico de Budapest (Zárójelentés), ditigida por István Szabó.

## Filmografía
| Año  | Película                                   | Personaje              | Otros                                        |
| ---- | ------------------------------------------ | ---------------------- | -------------------------------------------- |
| 1972 | The Salzburg Connection                    | Johann Kronsteiner     |                                              |
| 1979 | A Sunday in October                        | Hoffmann               |                                              |
| 1981 | Mefisto                                    | Hendrik Höfgen         |                                              |
| 1983 | Nunca digas nunca jamás                    | Maximilian Largo       |                                              |
| 1985 | Coronel Redl                               | Alfred Redl            |                                              |
| 1985 | Memorias de África                         | Barón Hans Blixen      | Ganador del Globo de Oro y nominado al Óscar |
| 1986 | Quo Vadis(TV)                              | Nerón                  |                                              |
| 1988 | Hanussen                                   | Klaus Schneider        |                                              |
| 1989 | Historia de una revolución                 | Georges-Jacques Danton |                                              |
| 1989 | Siete minutos para morir                   | Johann Georg Elser     | Dirigida por él mismo                        |
| 1990 | La casa Rusia                              | Dante                  |                                              |
| 1991 | Colmillo Blanco                            | Alex                   |                                              |
| 1994 | Felidae                                    | Claudandus/Pascal      |                                              |
| 1998 | Jeremias "El profeta de las lamentaciones" | Nabucodonosor          |                                              |
| 2001 | Vercingétorix                              | Julio César            |                                              |
| 2009 | Tetro                                      | Carlo Tetrocini        |                                              |

## Premios y distinciones
Premios Óscar
| Año  | Categoría              | Película           | Resultado |
| ---- | ---------------------- | ------------------ | --------- |
| 1986 | Mejor actor de reparto | Memorias de África | Nominado  |

Globo de Oro
| Año  | Categoría              | Película           | Resultado |
| ---- | ---------------------- | ------------------ | --------- |
| 1985 | Mejor actor de reparto | Memorias de África | Ganador   |

Festival Internacional de Cine de Venecia
| Año  | Categoría                 | Película          | Resultado |
| ---- | ------------------------- | ----------------- | --------- |
| 1988 | Golden Ciak - Mejor actor | Secreto en llamas | Ganador   |